# Lebedevka
Lebedevka (en rus: Лебедевка) és un poble del krai de Krasnoiarsk, a Rússia, que el 2012 tenia 222 habitants. Pertany al districte de Karatuzski.